# بخش آودوبون، شهرستان بکر، مینه سوتا
بخش آودوبون (به انگلیسی: Audubon Township) یک منطقهٔ مسکونی در ایالات متحده آمریکا است که در شهرستان بکر، مینه‌سوتا واقع شده‌است.
 بخش آودوبون ۹۱٫۷ کیلومتر مربع مساحت و ۴۱۶ نفر جمعیت دارد و ۴۰۲ متر بالاتر از سطح دریا واقع شده‌است.